# Windmotor Nijetrijne 1
De Windmotor Nijetrijne 1 is een poldermolen bij het Fries-Stellingwerfse dorp Nijetrijne, dat in de Nederlandse gemeente Weststellingwerf ligt.
De molen is een Amerikaanse windmotor met een windrad van 12 bladen en een diameter van 3,5 meter, waarvan het bouwjaar niet bekend is. Hij staat ongeveer een kilometer ten noorden van Nijetrijne op de zuidelijke oever van de Scheene in het natuurgebied de Rottige Meente. De windmotor is niet-maalvaardig en is niet geopend voor publiek, al kan hij wel tot op enkele meters worden benaderd.
Nog geen honderd meter ten zuidwesten van deze molen staat de Windmotor Nijetrijne 2.